# Ptinus rufipes
Ptinus rufipes là một loài bọ cánh cứng trong họ Ptinidae. Loài này được Olivier miêu tả khoa học năm 1790.

## Hình ảnh

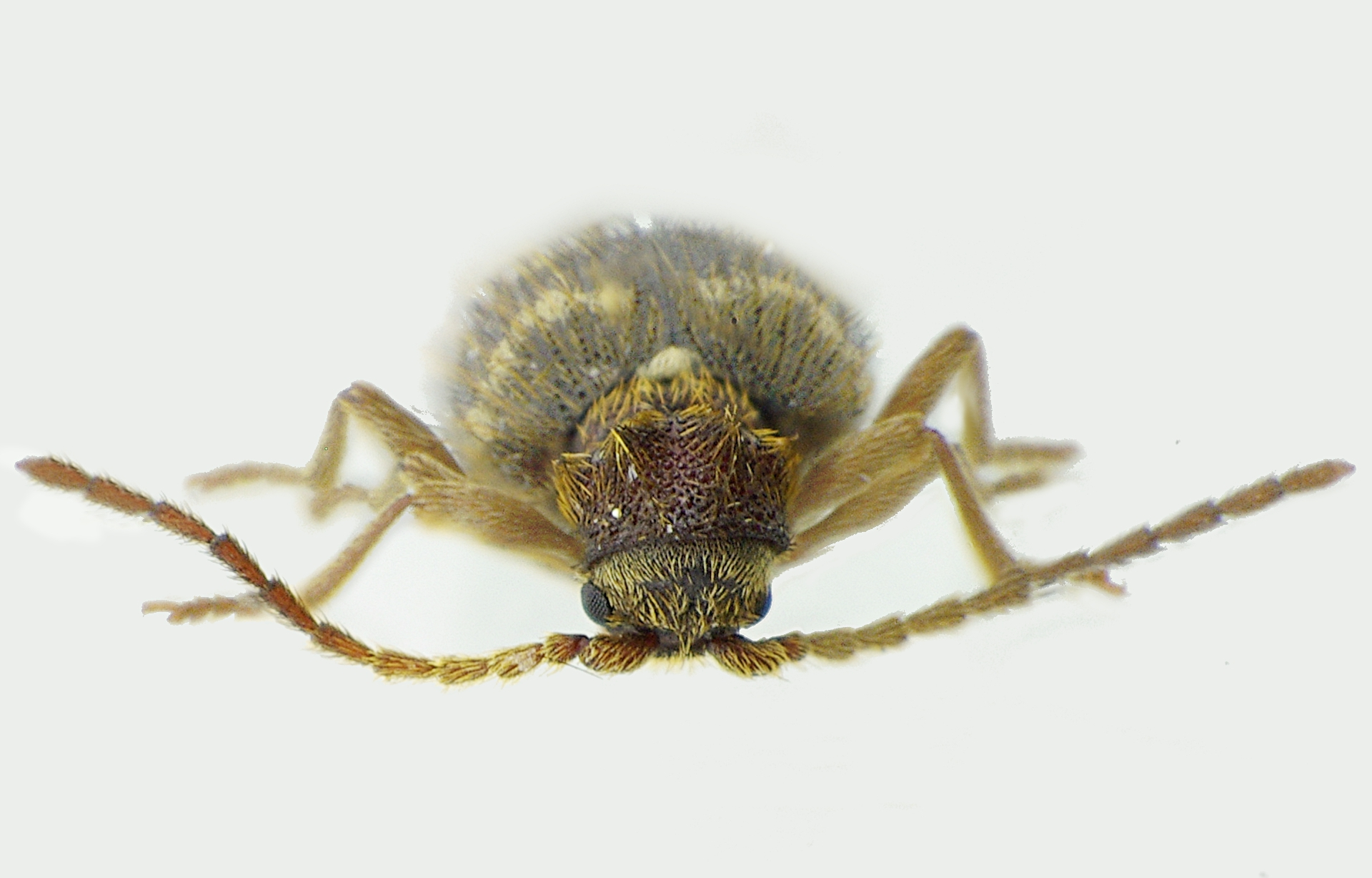
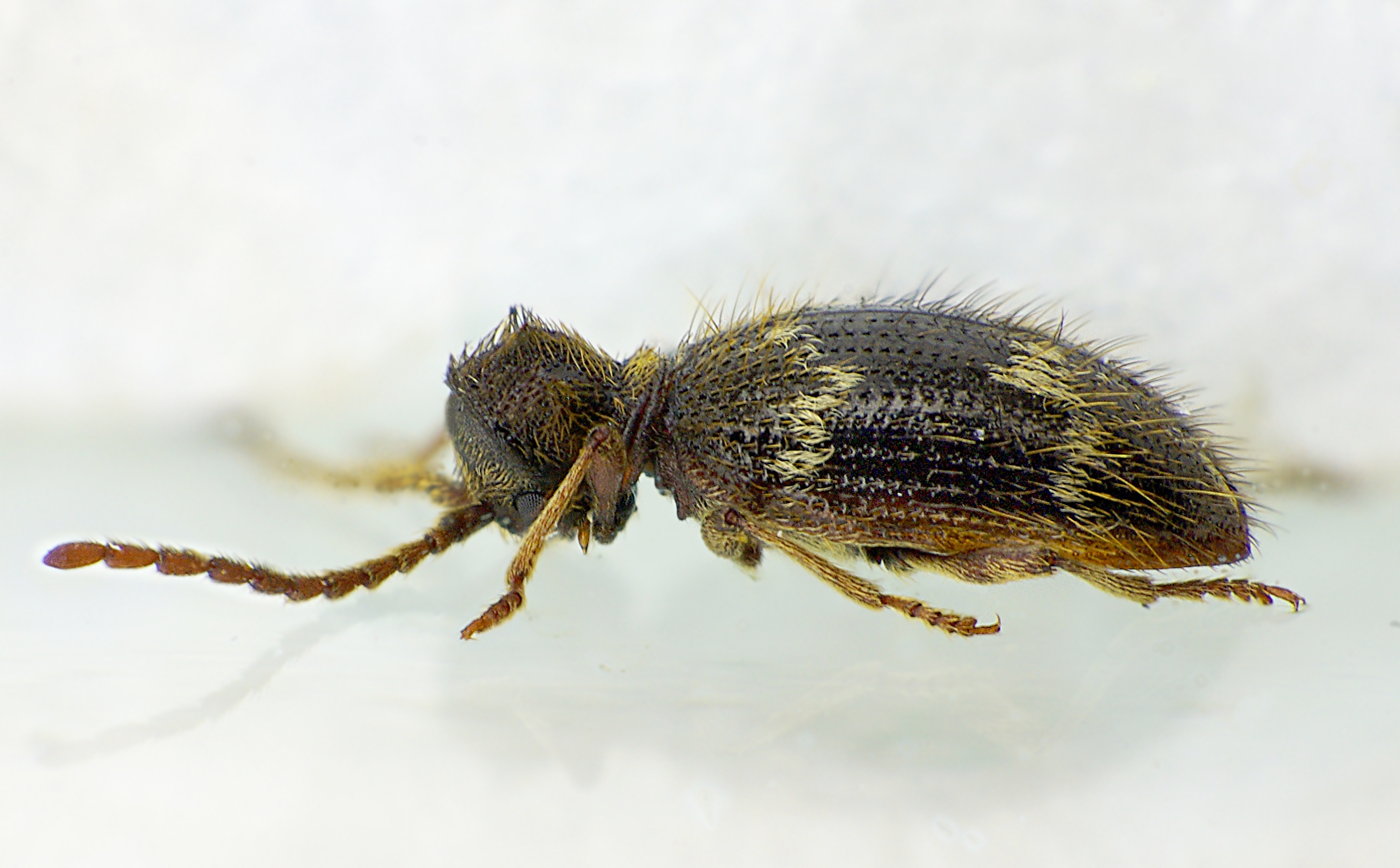
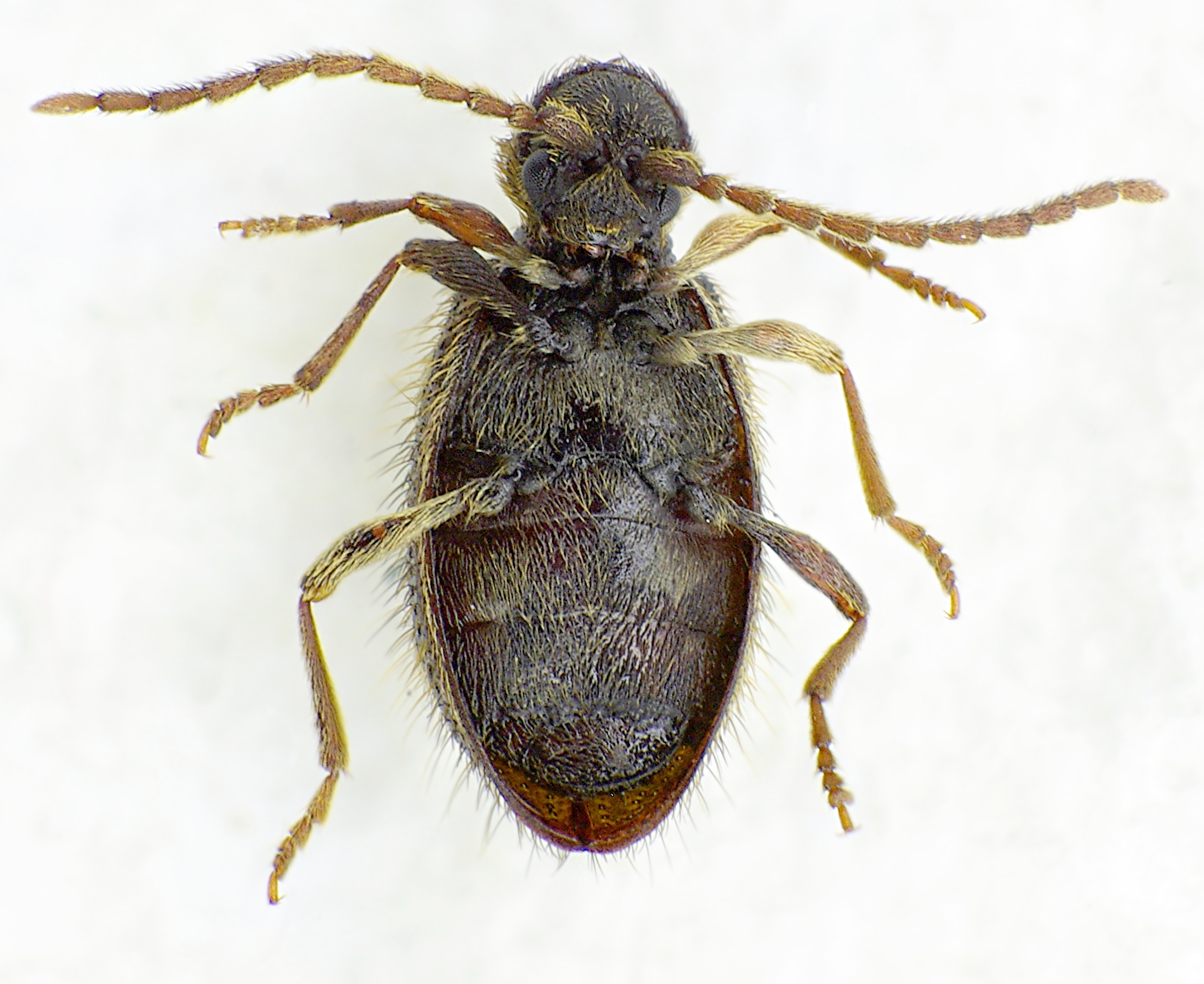
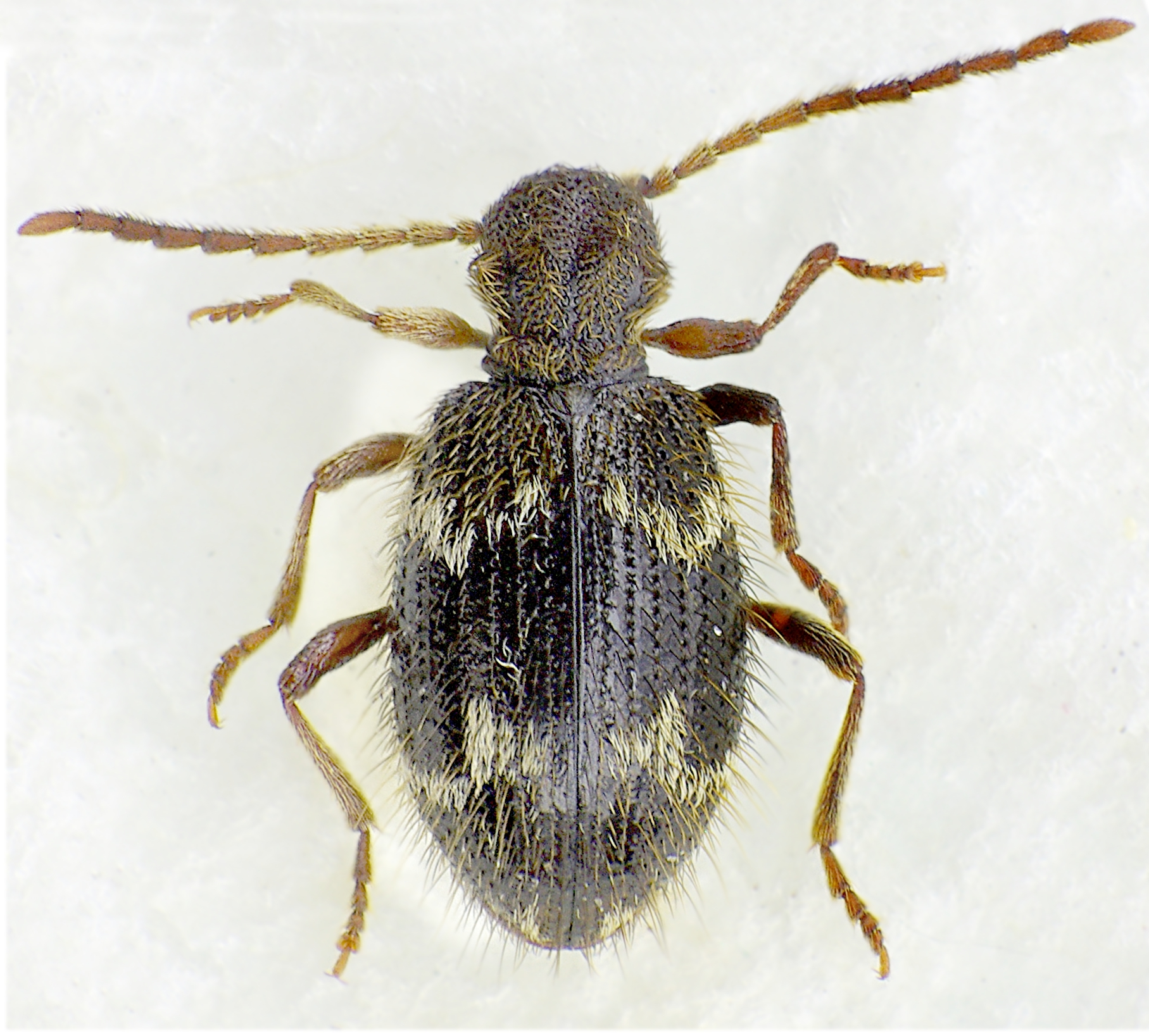